# Henryk Nowolecki
Henryk Nowolecki (ur. 15 lipca 1896 w Warszawie, zm. 22 sierpnia 1920 pod Dunajcami) – podporucznik Legionów Polskich, kawalerzysta Wojska Polskiego, kawaler Orderu Virtuti Militari.

## Życiorys
Urodził się w Warszawie w rodzinie Eugeniusza i Michaliny z d. Orłowska 15 lipca 1896. Po ukończeniu gimnazjum studiował na Uniwersytecie Warszawskim. Od sierpnia 1915 żołnierz Legionów Polskich. Ranny w bitwie pod Kostiuchówką po której dostał się do niewoli rosyjskiej. W zaborze rosyjskim działał w POW w Moskwie i Kijowie. Od listopada 1919 w odrodzonym Wojsku Polskim jako żołnierz w 1 pułku szwoleżerów. W stopniu podporucznika walczył na froncie wojny polsko-bolszewickiej. Poległ podczas walk 22 sierpnia 1920 niedaleko miejscowości Dunajce. Rodziny nie założył.
30 czerwca 1921 za szczególne zasługi w obronie Warszawy, został odznaczony pośmiertnie Orderem Virtuti Militari.

## Ordery i odznaczenia
- Krzyż Srebrny Orderu Wojskowego Virtuti Militari nr 3884[1][3] – pośmiertnie, 30 czerwca 1921[2]
- Krzyż Niepodległości